# تپه دارتی ۱
تپه دارتی ۱ مربوط به عصر مفرغ - دوره اشکانیان است و در شهرستان کوهدشت، بخش طرهان، دهستان طرهان، ۲/۵ کیلومتری شمال روستای حسین‌آباد واقع شده و این اثر در تاریخ ۲۸ اسفند ۱۳۸۵ با شمارهٔ ثبت ۱۸۳۹۲ به‌عنوان یکی از آثار ملی ایران به ثبت رسیده است.